# مشعل السلمي
مشعل بن فهم السلمي (1974 - ) رئيس البرلمان العربي منذ 10 ديسمبر 2016، حتى 18 أكتوبر 2020، حيث عُين بأمر ملكي نائبا لرئيس مجلس الشورى السعودي بمرتبة وزير.

## حياته العلمية
حاصل على دكتوراه عام 2002 وماجستير عام 2000 في الفكر المقارن، من جامعة إكستر البريطانية، وحصل على بكالوريوس في الدراسات الإسلامية، من كلية الآداب والعلوم الإنسانية قسم الدراسات الإسلامية بجامعة الملك عبد العزيز بجدة، وتم تعيينه معيداً في القسم.

## حياته العملية
- معيد في كلية الآداب والعلوم الإنسانية، جامعة الملك عبد العزيز، 1417هـ.
- أستاذ مساعد في كلية الآداب والعلوم الإنسانية، جامعة الملك عبد العزيز، 1423 هـ.
- أستاذ مشارك في كلية الآداب والعلوم الإنسانية، جامعة الملك عبد العزيز، 1429 هـ.
- حاصل على منحة فولبرايت كأستاذ زائر محاضر يمثل العالم الإسلامي للعام 2007م، قام بزيارة وإلقاء محاضرات في ثلاث جامعات أميركية بمدينة فيلادلفيا من الفترة 28 يناير -17 فبراير 2007م.[6]

## العضويات
- عضو مجلس الشورى منذ 3/3/1438هـ - حتى الآن.
- رئيس البرلمان العربي منذ 10 ديسمبر 2016م - الي أكتوبر 2020م.
- عضو البرلمان العربي من 2013م - حتى الآن.
- عضو لجنة الشؤون الاجتماعية والثقافية والتربوية والمرأة والشباب في البرلمان العربي من 2013م إلى أكتوبر 2015م.
- عضو لجنة الشؤون التشريعية والقانونية وحقوق الإنسان في البرلمان العربي من أكتوبر 2015م - حتى الآن.
- رئيس لجنة الشباب الفرعية في البرلمان العربي من 2013م - حتى ديسمبر 2015م.
- عضو وفد البرلمان العربي للمشاركة في اجتماعات الأمم المتحدة للبرلمانيين، نيويورك، الولايات المتحدة الأمريكية، 2013م.
- عضو مشارك في ندوة الأمن القومي العربي، 2014 م.
- عضو وفد البرلمان العربي لتسليم الملك سلمان بن عبد العزيز وسام البرلمان العربي من الدرجة الأولى، الرياض، السعودية، 1436هـ.
- رئيس وفد البرلمان العربي للمشاركة في أعمال المؤتمر العالمي للاتحاد البرلماني الدولي للبرلمانيين الشباب، 2015 م.
- ممثل البرلمان العربي في منتدى الشباب البرلمانيين للاتحاد البرلماني الدولي، 2016 م.
- أمين وعضو لجنة إعادة هيكلة كليات العلوم الصحية، جامعة الملك عبد العزيز – 1429هـ.
- عضو لجنة التواصل الإعلامي لتأسيس الجامعات، 1429هـ.
- عضو وفد جامعة الملك عبد العزيز لزيارة الجامعات الصينية، 1429هـ.[6][7]